# Manuscrisele de plumb din Iordania
Manuscrisele de plumb din Iordania sunt o colecție de aproximativ 70 de manuscrise despre care se presupune că au fost găsite într-o peșteră în Iordania, cândva între 2005 și 2007. Testele metalurgice inițiale, precum și datarea cu carbon a unei bucăți de piele găsite împreună cu colecția, indică faptul că vechimea cărților este de aproximativ 2000 de ani. Dacă se confirmă că sunt autentice, aceste manuscrise ar putea fi cea mai importantă descoperire arheologică de la Manuscrisele de la Marea Moartă găsite în anii 1940, putând furniza detalii noi despre creștinism și iudaism.
Fiecare dintre cărți constă în 5 până la 15 plăcuțe din plumb și cupru, aproximativ de dimensiunea unei cărți de credit, legate împreună cu inele de plumb în una dintre părți. Multe dintre cărți sunt sigilate cu inele și pe celelalte trei părți. Imaginile din cărți par să includă sfeșnice cu șapte brațe (menorah), palmieri (lulav), stele în opt colțuri și scrieri în limba ebraică veche, unele scrieri fiind "codificate". Unul dintre experți a observat prezența unei cruci, a unui mormânt și a orașului Ierusalim între imaginile din cărți. 
A fost formată o echipă de experți pentru a studia descoperirile, echipă din care fac parte David Elkington, Margaret Barker și Philip R. Davies.
Mai mulți experți consideră că aceste manuscrise sunt falsuri.

## Istoric
Conform relatărilor, cândva între 2005 și 2007 o inundație rapidă a lăsat descoperite două zone din interiorul unei peșteri situate într-o vale din nordul Iordaniei. Un beduin iordanian a găsit una dintre zone, fiind marcată cu simbolul unui sfeșnic. Deschizând "capacul" care acoperea acea zonă, a găsit ascunzătoarea care conținea cărțile și alte relicve.
Cărțile se află acum în Israel, în posesia unui beduin israelian, Hassan Saeda, care pretinde că bunicul său a găsit colecția și că aceste cărți sunt în posesia familiei sale de 100 de ani. Guvernul iordanian face demersuri pentru repatrierea colecției, conform statutului tezaurelor din legea iordaniană.
Aceste două relatări privind istoria manuscriselor par a fi contradictorii, fiind necesare mai multe informații pentru a reconstrui traseul exact al manuscriselor.

## Conținut
Impresiile inițiale ale experților au arătat mai multe opinii diferite referitoare la conținutul manuscriselor. Unii sunt de părere că acestea ar fi legate de cabale, scrierea având un stil asemănător incantațiilor magice. Conform altor experți, conținutul cărților pare a aparține de creștinismul timpuriu, în timp ce alții afirmă că simbolurile reprezentate sunt iudaice.
Una dintre relatări afirmă că unul dintre rândurile din manuscris a fost tradus "Voi merge drept".

## Importanță
Unii experți au afirmat că dacă descoperirea va fi dovedită autentică, ar putea fi "mai importantă decât Manuscrisele de la Marea Moartă", fiind "cea mai importantă descoperire din istoria arheologiei", manuscrisele putând fi "cea mai veche scriere creștină existentă", putând oferi perspective noi și importante în privința creștinismului timpuriu. Alți experți recomandă tratarea descoperirii cu grijă și scepticism, până când vor fi desfășurate mai multe investigații, iar alți experți consideră că manuscrisele găsite sunt falsuri.